# Nord (Grenlandia)
Nord – duńska baza wojskowa na Grenlandii, na północnym wybrzeżu w północno-wschodniej części wyspy. Stale obsadzona przez pięciu żołnierzy, latem wykorzystywana także jako stacja naukowa, mogąca pomieścić do dwudziestu polarników. Współrzędne geograficzne 81°43'N 17°30'W, położona jest około 850 km od północnego bieguna geograficznego Ziemi. Drugi (za kanadyjskim Alert, 82°28′N) najdalej na północ wysunięty stale zamieszkany punkt na świecie.

## Galeria zdjęć

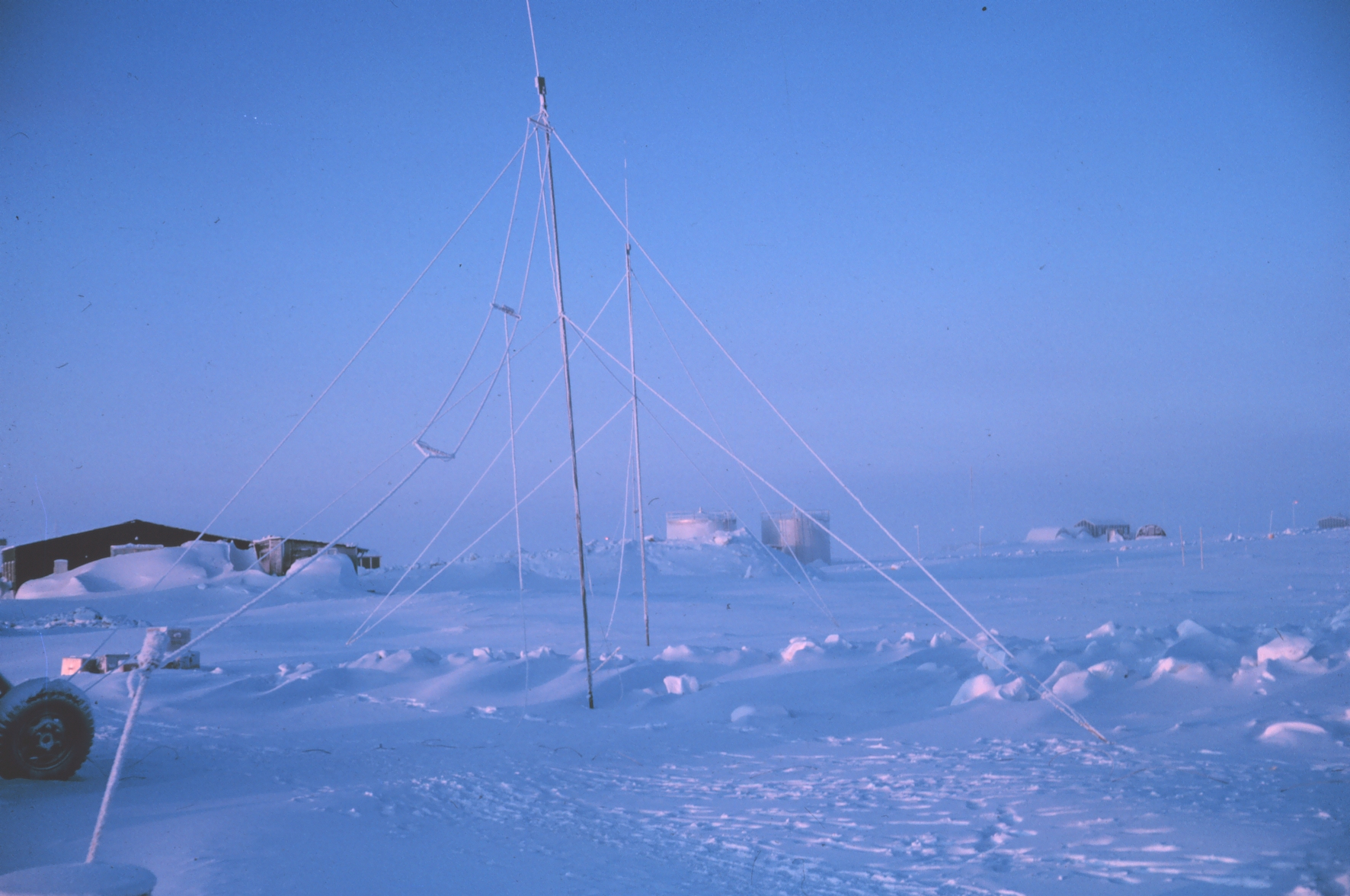
Nord w 1967 roku
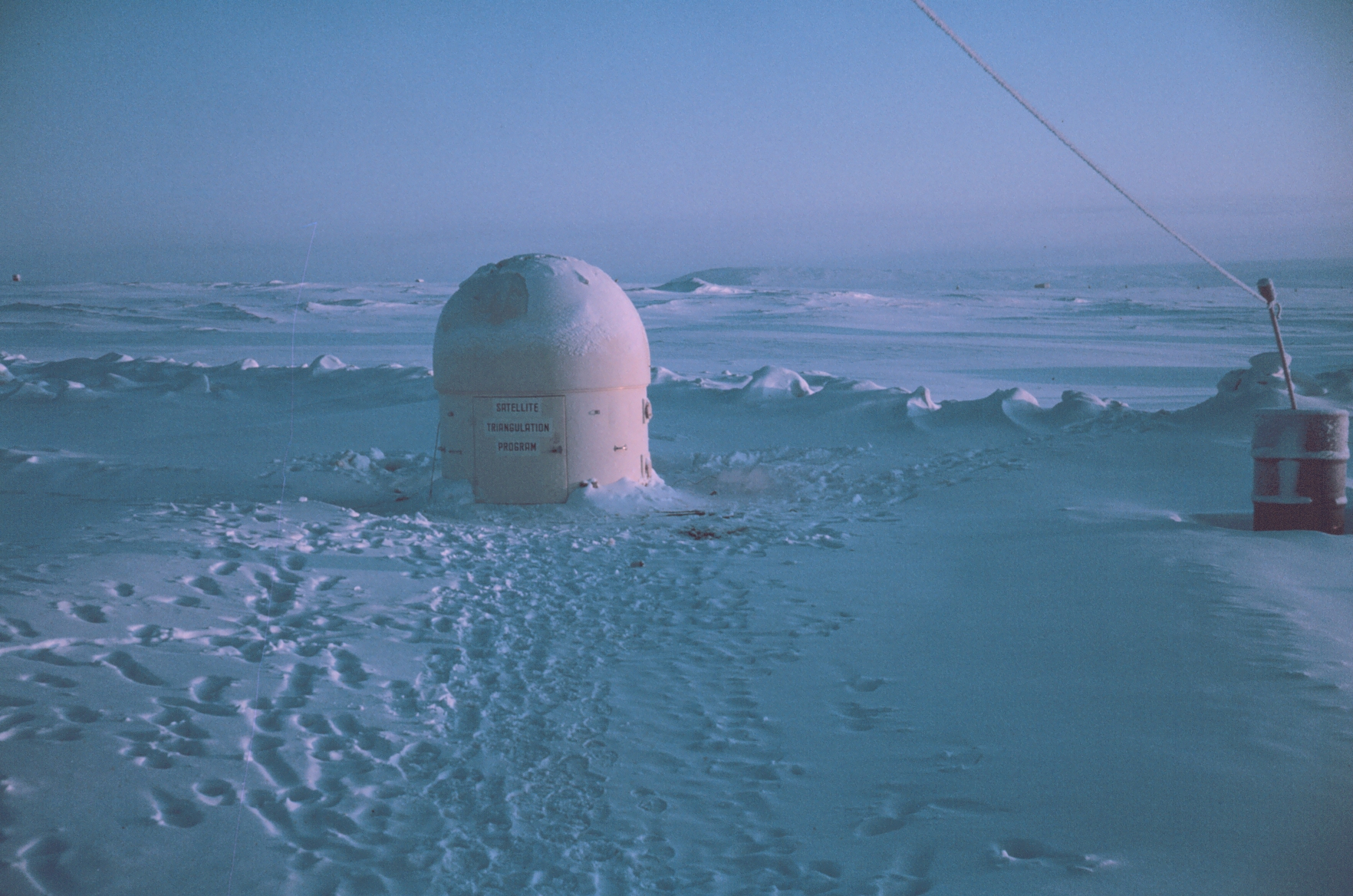
Baza  w 1967 roku